# Grote Bazaar van Istanbul

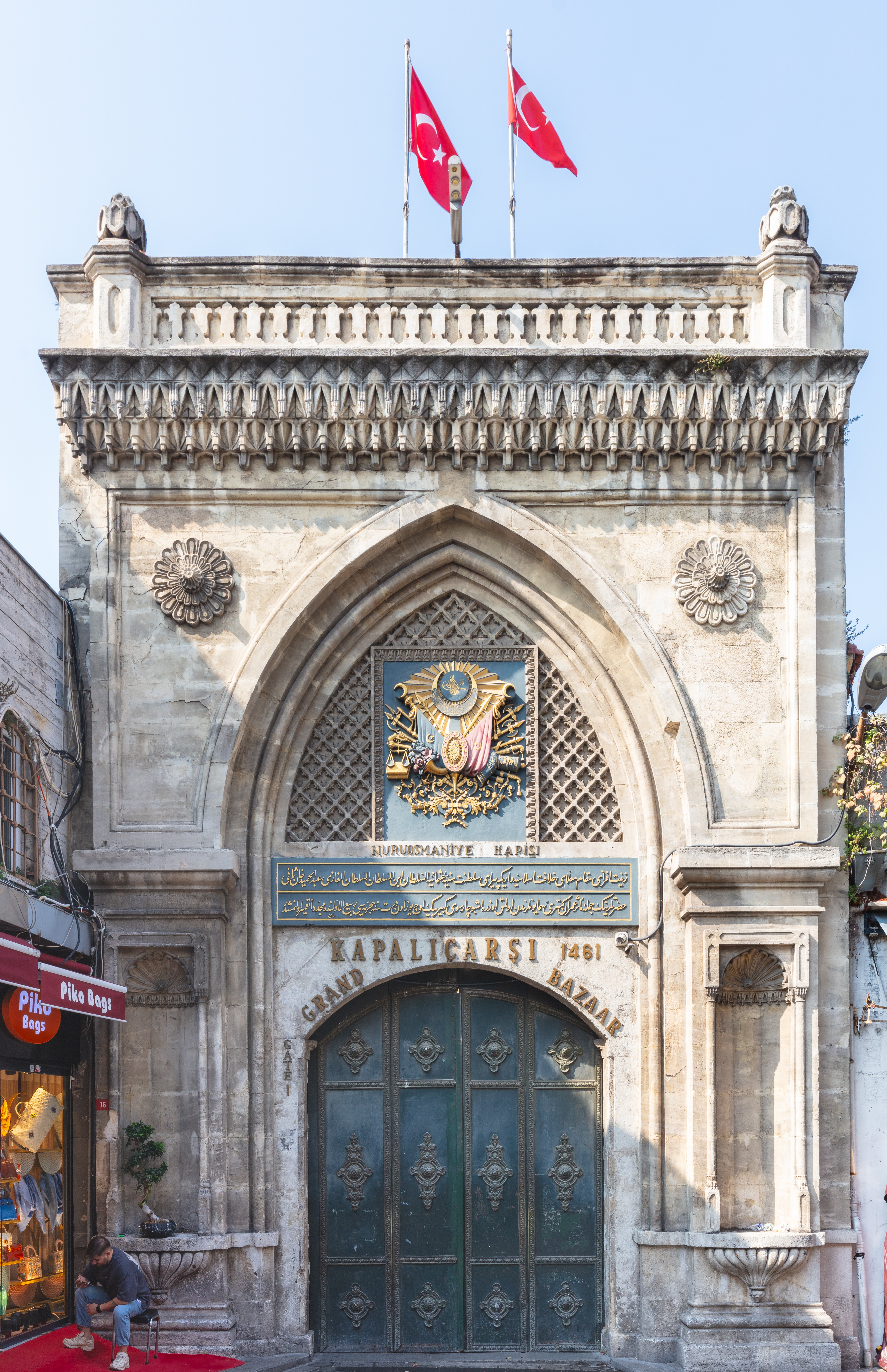
Een van de toegangspoorten tot de Grote Bazaar

De Grote Bazaar van Istanbul of Overdekte Bazaar (Turks: Kapalıçarşı) in de Turkse stad Istanbul is een van de grootste overdekte markten ter wereld met meer dan 58 straten, 1.200 winkels en heeft tussen de 250.000 en 400.000 bezoekers per dag. De bazaar was een cruciaal onderdeel van de economie van het Ottomaanse Rijk. Hier kwam een aanzienlijk deel van de handel bij elkaar. Het is tegenwoordig niet alleen een groot winkelcentrum maar ook een belangrijke toeristische attractie van de stad.
Nadat sultan Mehmet II in 1453 de stad Constantinopel had veroverd besloot hij de economie en handel te stimuleren door verschillende markten op te richten. In 1456 liet hij een gebouw neerzetten dat speciaal voor de handel in stoffen bedoeld was. Deze bedesten (versterkte hal met koepels) is nog steeds het oudste deel van de bazaar en ligt in het midden van het complex. Boven een van de poorten is overigens een afbeelding te zien van een Komneense adelaar. De Komnenen waren een Byzantijns adellijk geslacht waardoor soms gesteld wordt dat het bouwwerk nog ouder is. Dit gebouw was het overdekte deel van de markt maar de markt zelf was vele malen groter. Later zou een tweede bedesten gebouwd worden. Mogelijk gebeurde dit pas in 1545 onder leiding van sultan Süleyman I (Soleiman de Grote). De handel in stoffen werd hiernaar overgebracht en de oude bedesten werd voortaan gebruikt voor de handel in luxe goederen. Een andere markt die na verloop van tijd ontstond was de lange markt, een overdekte straat. Pas eind 17e eeuw werden de tussenliggende winkelstraten overdekt en ontstond de grote overdekte markt zoals we die nu kennen.
De bazaar is meerdere malen zwaar beschadigd door branden en aardbevingen en steeds weer opgebouwd. Tot aan de aardbeving van 1894 was het gebruikelijk dat handelaren hun waren in rekken langs de wanden van de straten etaleerden. Pas na de aardbeving en de daarop volgende grondige verbouwing zouden winkels en cafés worden ingericht zoals nu gebruikelijk. Tot 1894 had de bazaar ook een hamam] en meerdere madrassas. De bazaar werd na deze verbouwing ook kleiner.
De bazaar beslaat een gebied van zo'n drie hectaren. Het complex bestaat uit zo'n 60 overdekte straten en steegjes. Veel van deze straten zijn gericht op één type handelswaar. Het complex is bekend om zijn winkels voor sieraden, aardewerk, specerijen en tapijten. Het is voor toeristen tevens een belangrijke culturele ervaring. Een opvallend onderdeel van de bazaar is de Zincirli Hanı, een voormalige karavanserai die herkenbaar is doordat deze een binnenplaats heeft. Hier worden juwelen gemaakt. Met tussen de 250.000 en 400.000 bezoekers per dag is het een van de meest bezochte monumenten ter wereld.

## Trivia
- De grote Bazaar is voor Walt Disney Imagineering een inspiratiebron geweest voor het ontwerp van Star Wars: Galaxy's Edge.[1]
- Op 2 maart 2007 werd de Grote Bazaar bezocht door toenmalig koningin Beatrix, prins Willem Alexander en prinses Maxima.[2]
- Hier werden verschillende filmscènes opgenomen. De Grote Bazaar duikt onder meer op in de Oscar-winnende film Argo, in de Dan Brown-verfilming Inferno[3], in Taken 2[4] en in de James Bond-films From Russia With Love en Skyfall[5]. In die laatste film vindt een achtervolgingsscène met motors plaats op het uitgestrekte dak.
- Na de opnames van Skyfall werd het dak van de Grote Bazaar gerenoveerd en sindsdien kan het worden bezocht[6].

## Afbeeldingen

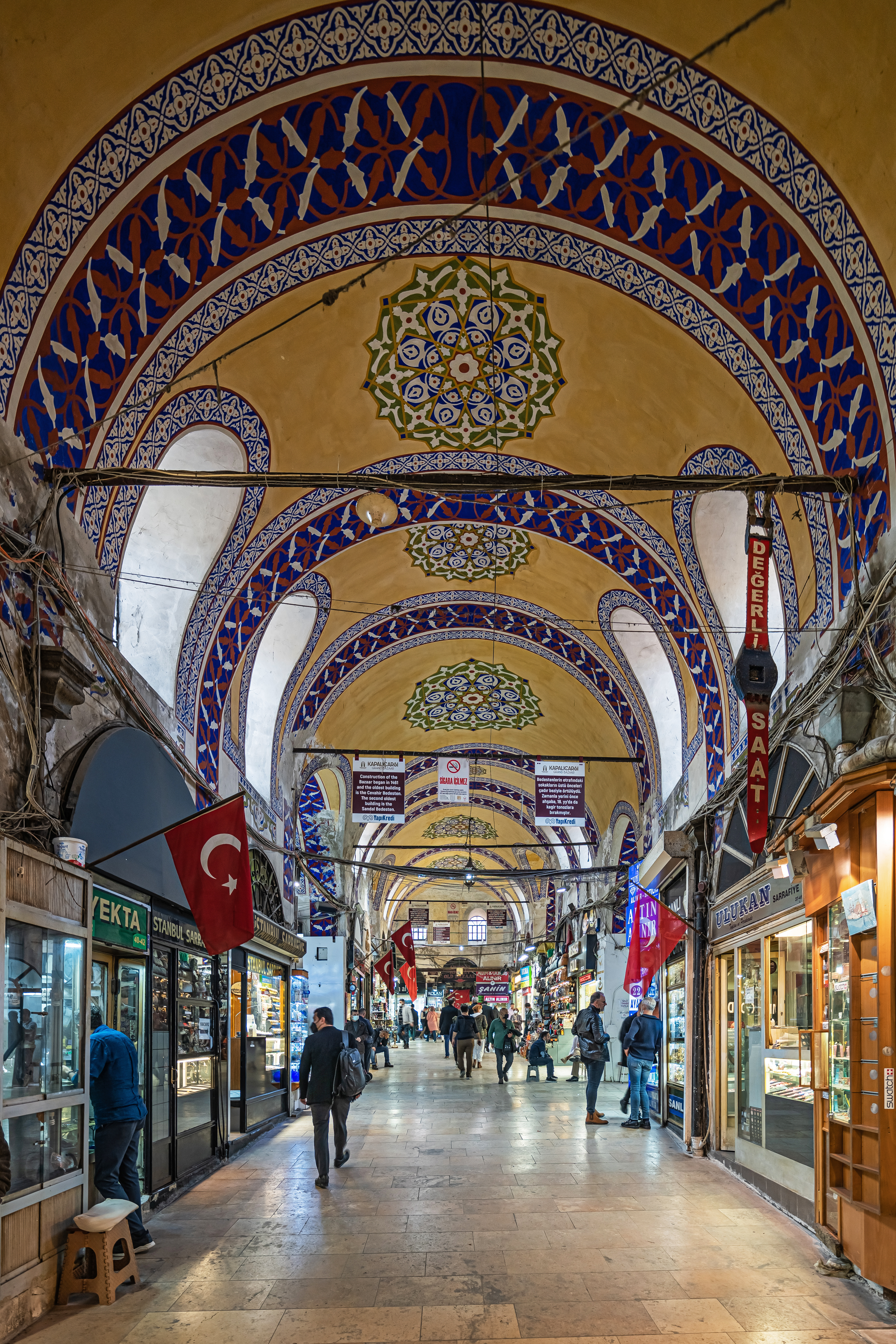
Een straat van de Grote Bazaar
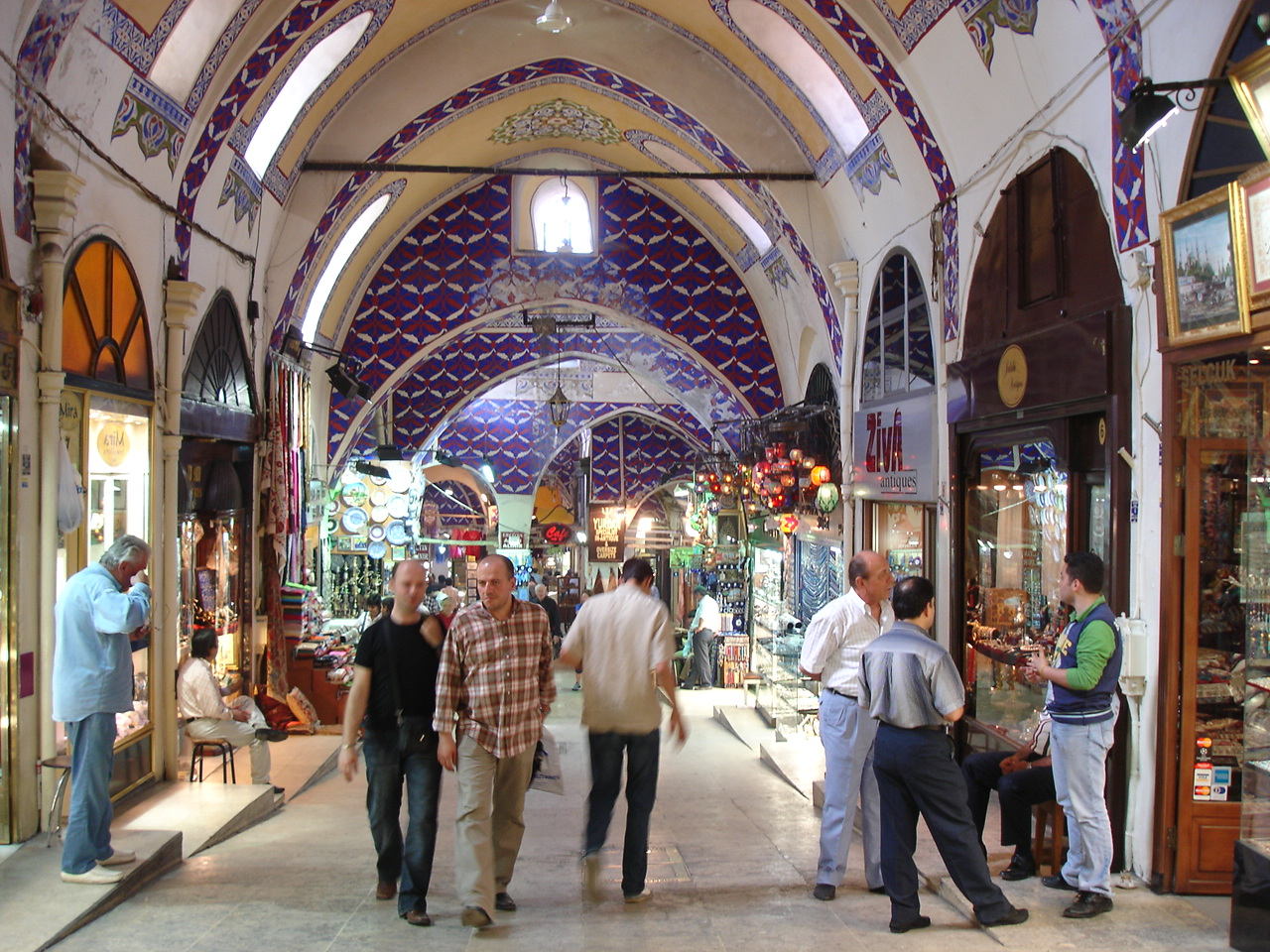
Een andere straat
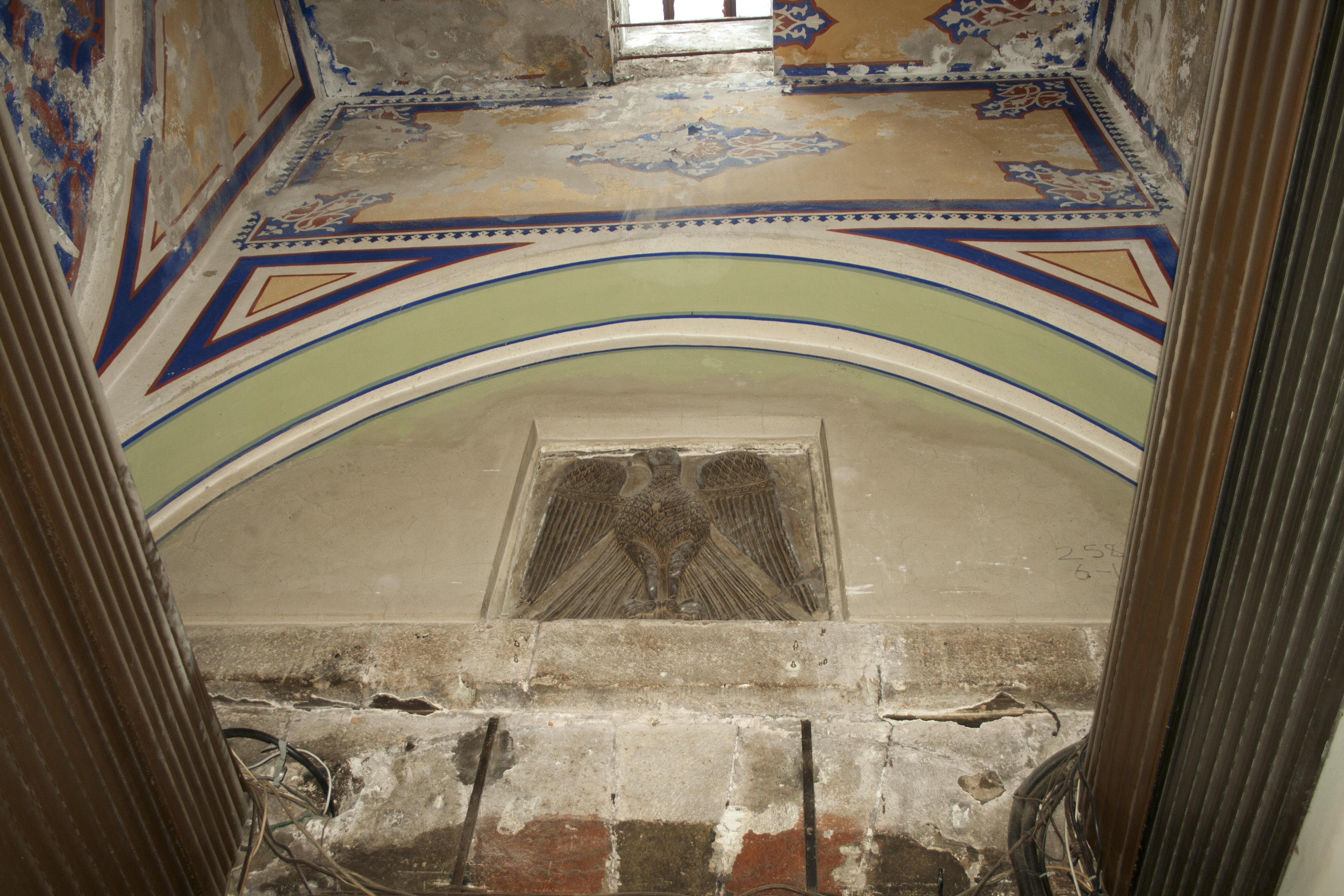
De Komneense adelaar in het oudste deel van de bazaar
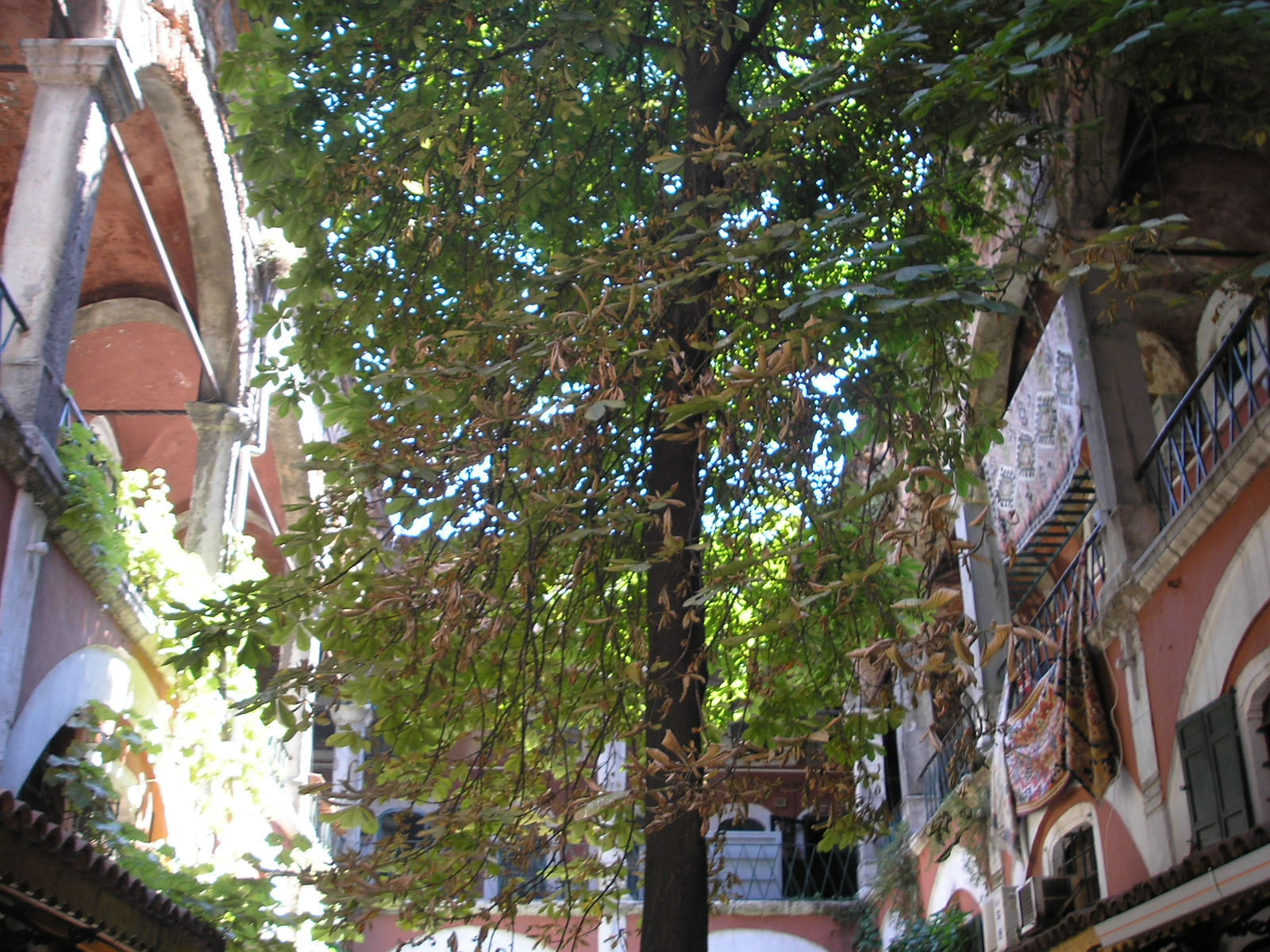
De binnenplaats van de Zincirli Hanı, een voormalige karavanserai
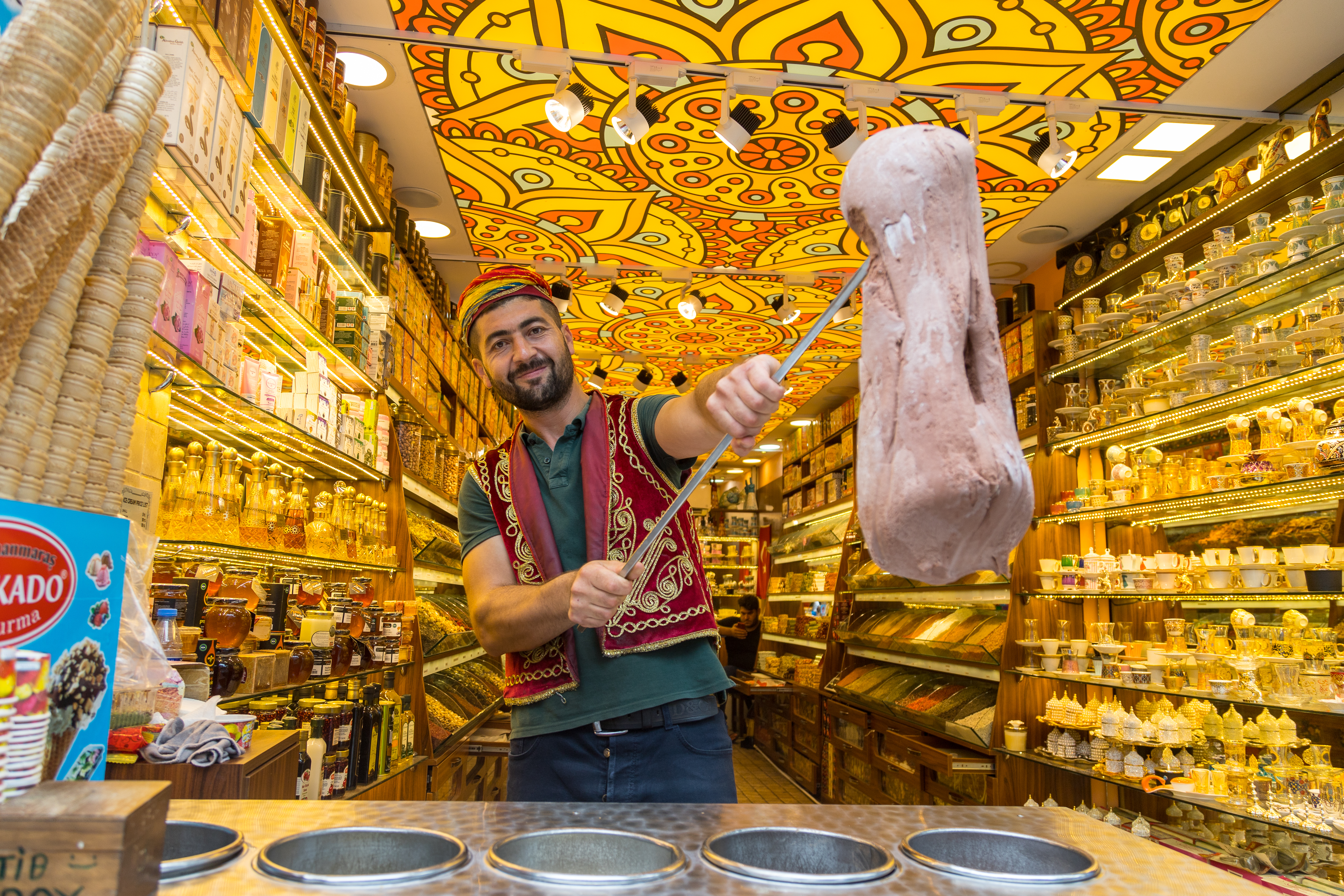
Een ijsmaker
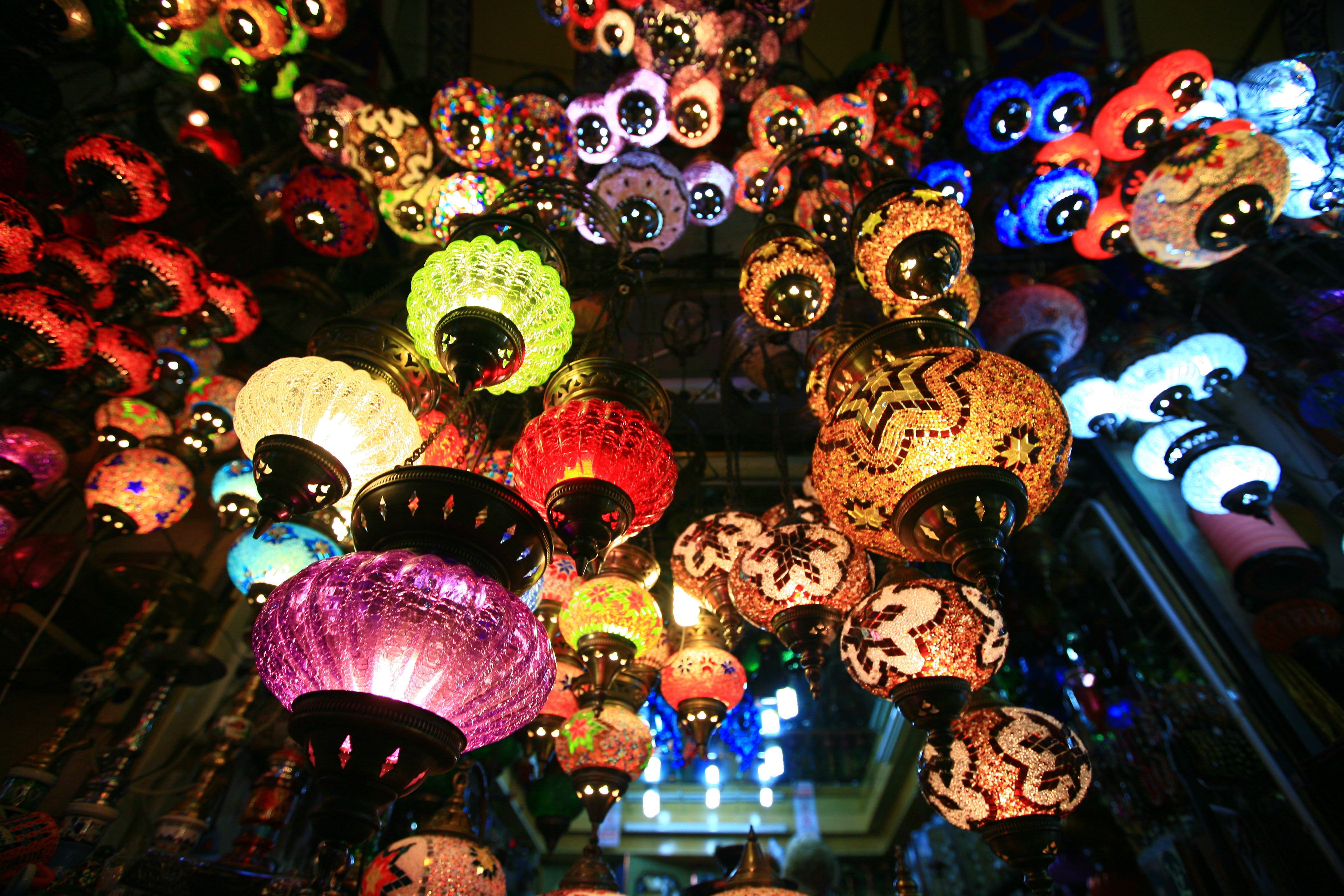
Lantaarns in verschillende kleuren
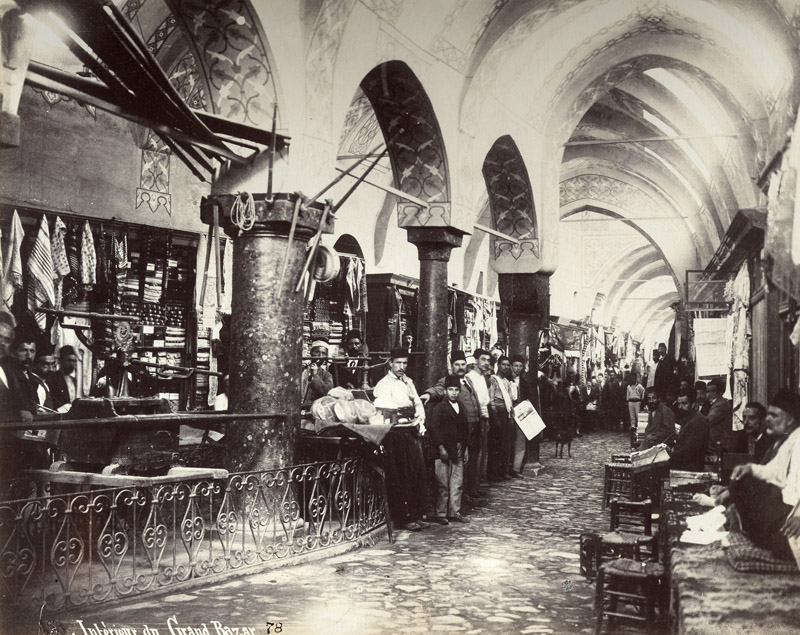
Handelaars in de bazaar rond 1890. Gefotografeerd door Jean Pascal Sébah
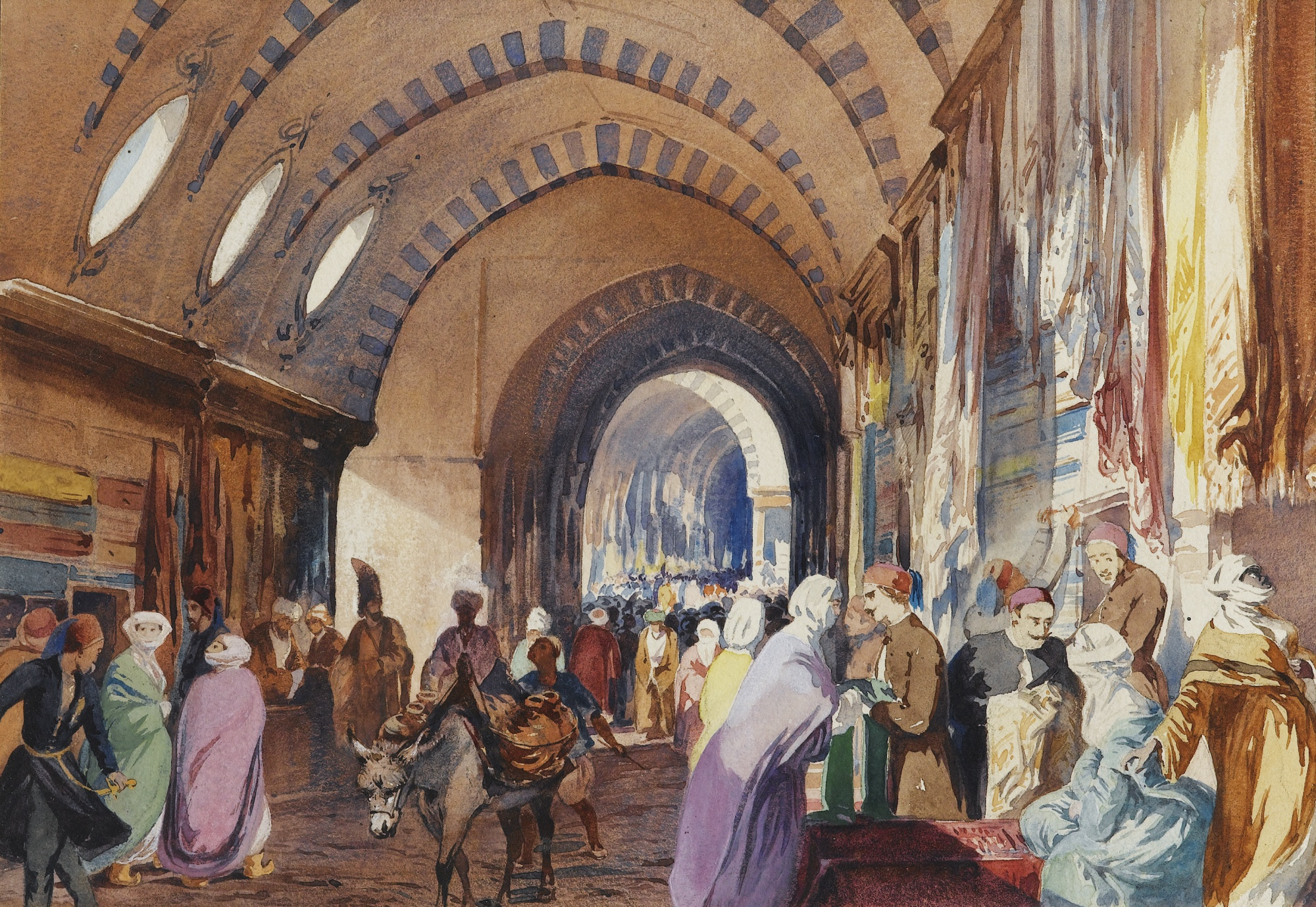
De bazaar geschilderd door Frans van Orléans